# Coelogyne
Genre
Classification phylogénétique
Coelogyne est un genre de la famille des Orchidaceae, de la sous-famille des Epidendroideae et de la tribu des Arethuseae. C'est le genre type de la sous-tribu des Coelogyninae.
Il comporte 190 espèces, 2 sous-espèces et 12 variétés, ce qui fait 204 taxons en tout. On trouve les Coelogyne sous tous les climats, chaud, tempéré, frais et froid, en Asie du sud et du sud-est jusqu'aux îles du Pacifique du sud-ouest à l'est. La plupart des espèces sont surtout épiphytes, bien que beaucoup soient lithophytes ou terrestres.
Il est donc important de savoir d'où vient une plante. Les espèces chaudes comme pandurata, dayana ou speciosa ne demandent pas de repos alors que les espèces plus froides (C. cristata) demandent un repos hivernal au sec. Elles peuvent avoir des pseudo-bulbes serrés ou espacés le long du rhizome avec 1 ou 2 feuilles plicatives.

L'inflorescence se fait soit à l'apex d'un pseudobulbe soit à l'apex d'une nouvelle pousse.

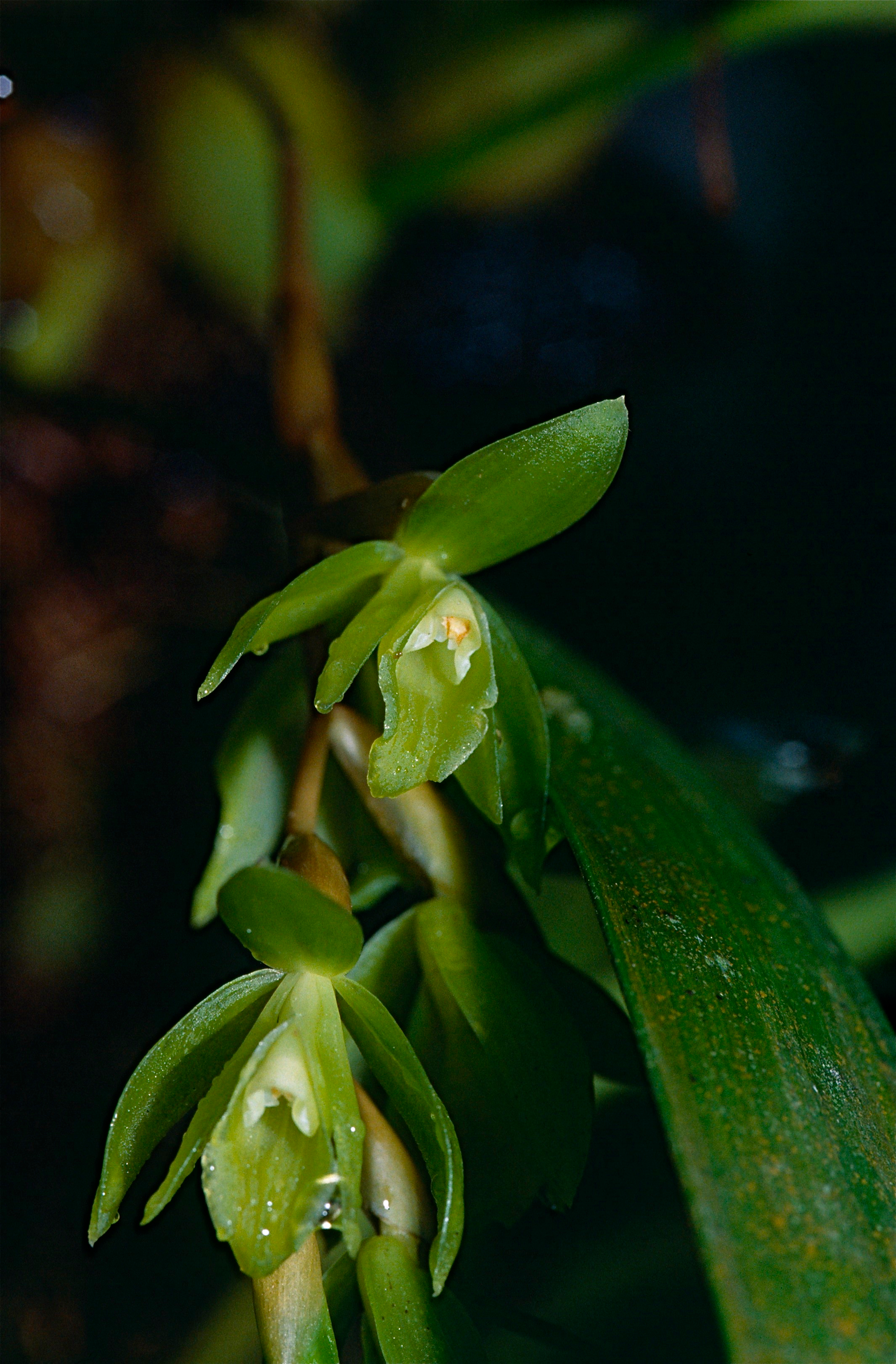
Coelogyne exalta, Parc national du Kinabalu, île de Bornéo, Sabah, Malaisie

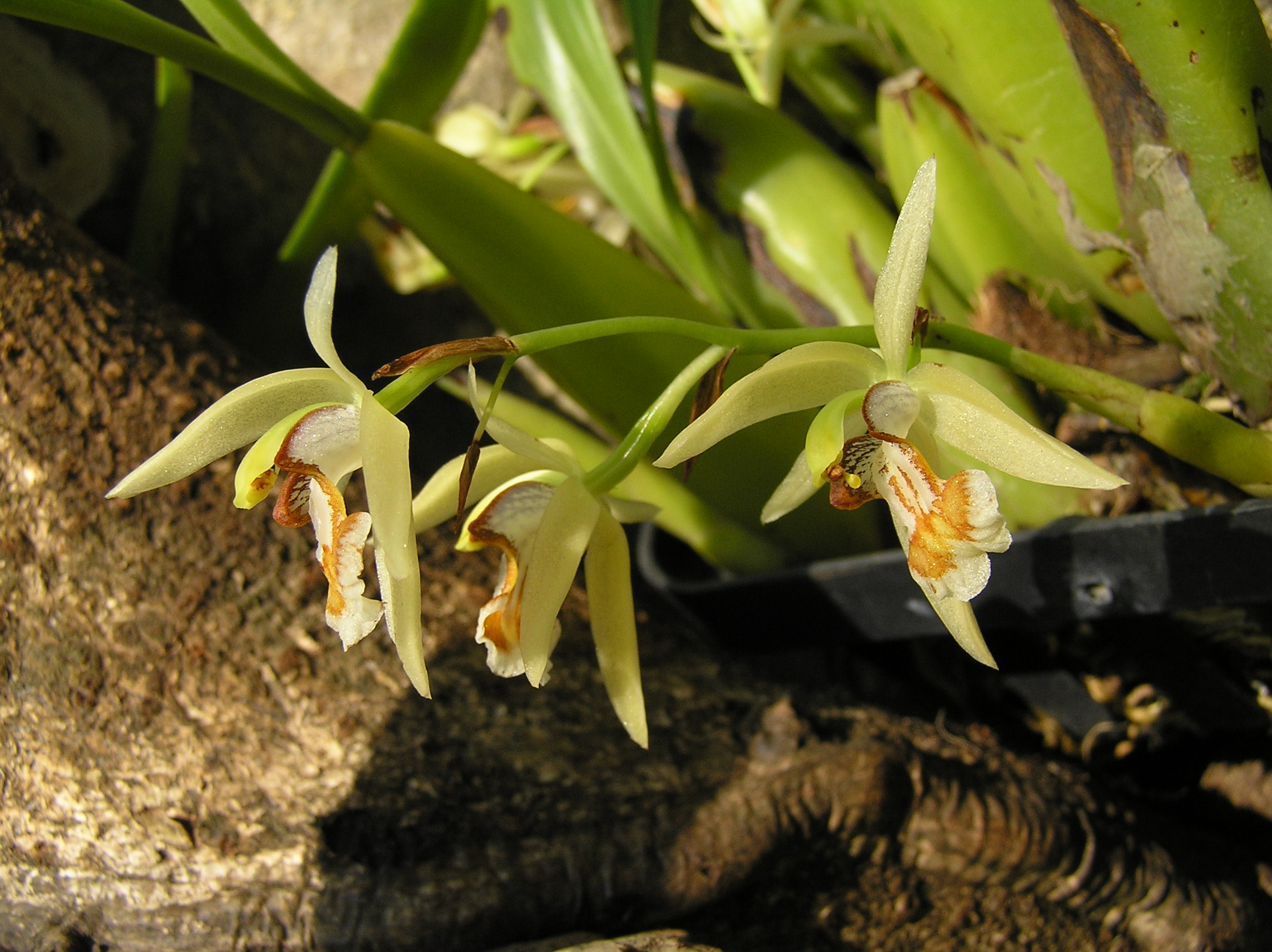
Coelogyne nitida, exposition horticole Royal Flora Ratchaphruek, Thaïlande

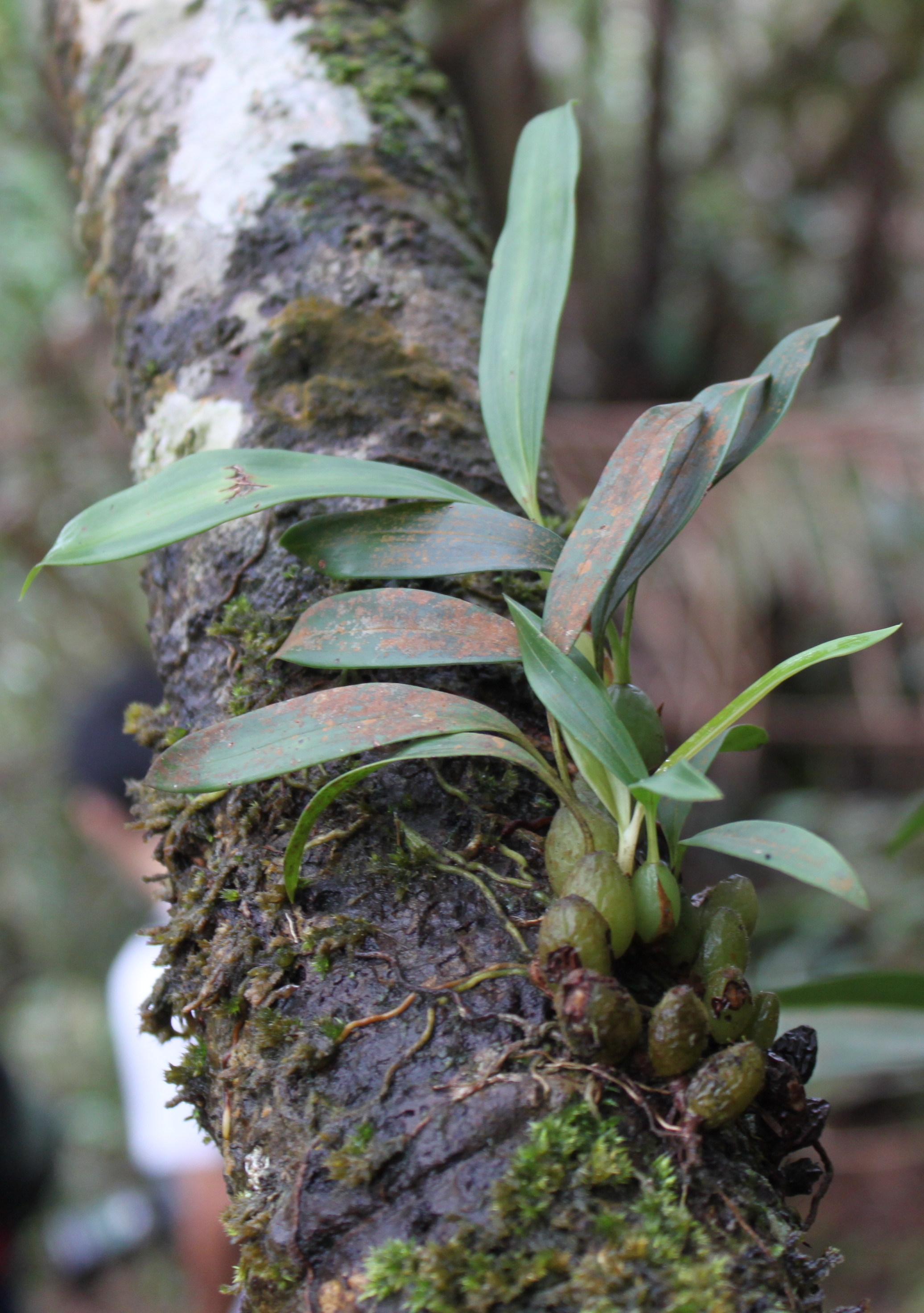
Coelogyne odoardi, Mont Serapi / Mont Kayan, île de Bornéo, Sarawak, Malaisie

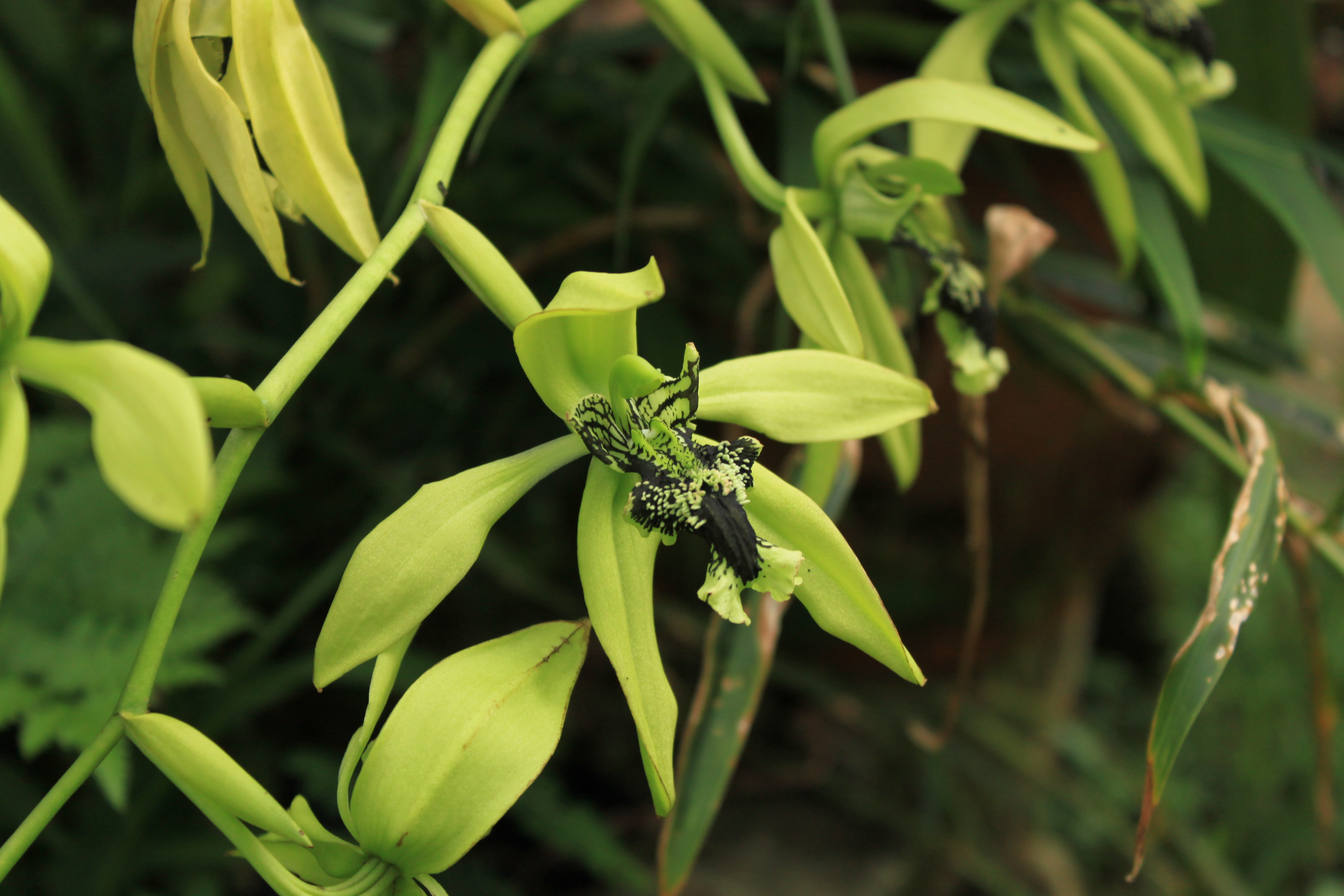
Coelogyne pandurata, île de Bornéo, Sarawak, Malaisie

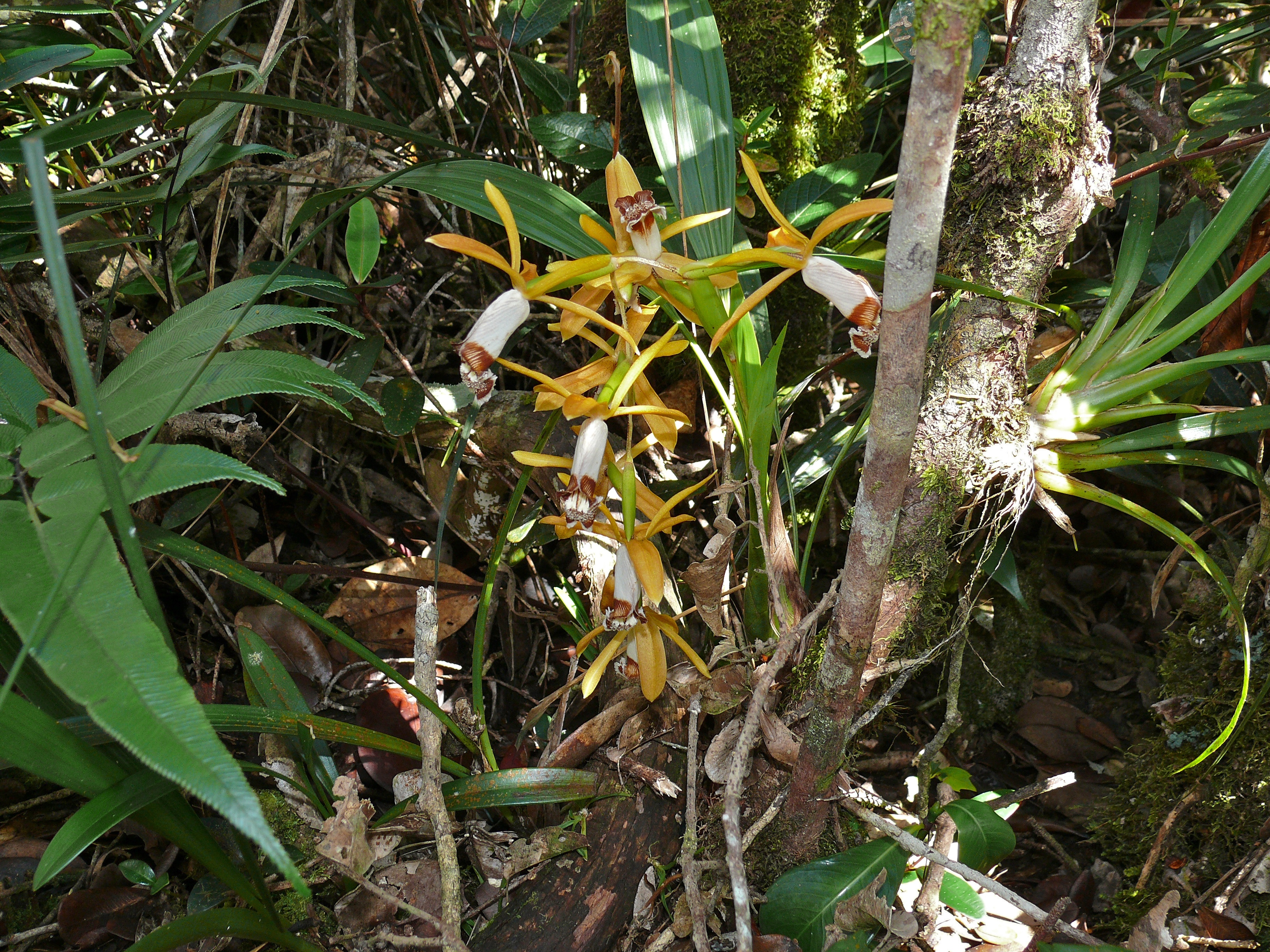
Coelogyne radioferens, Parc national du Kinabalu, île de Bornéo, Sabah, Malaisie

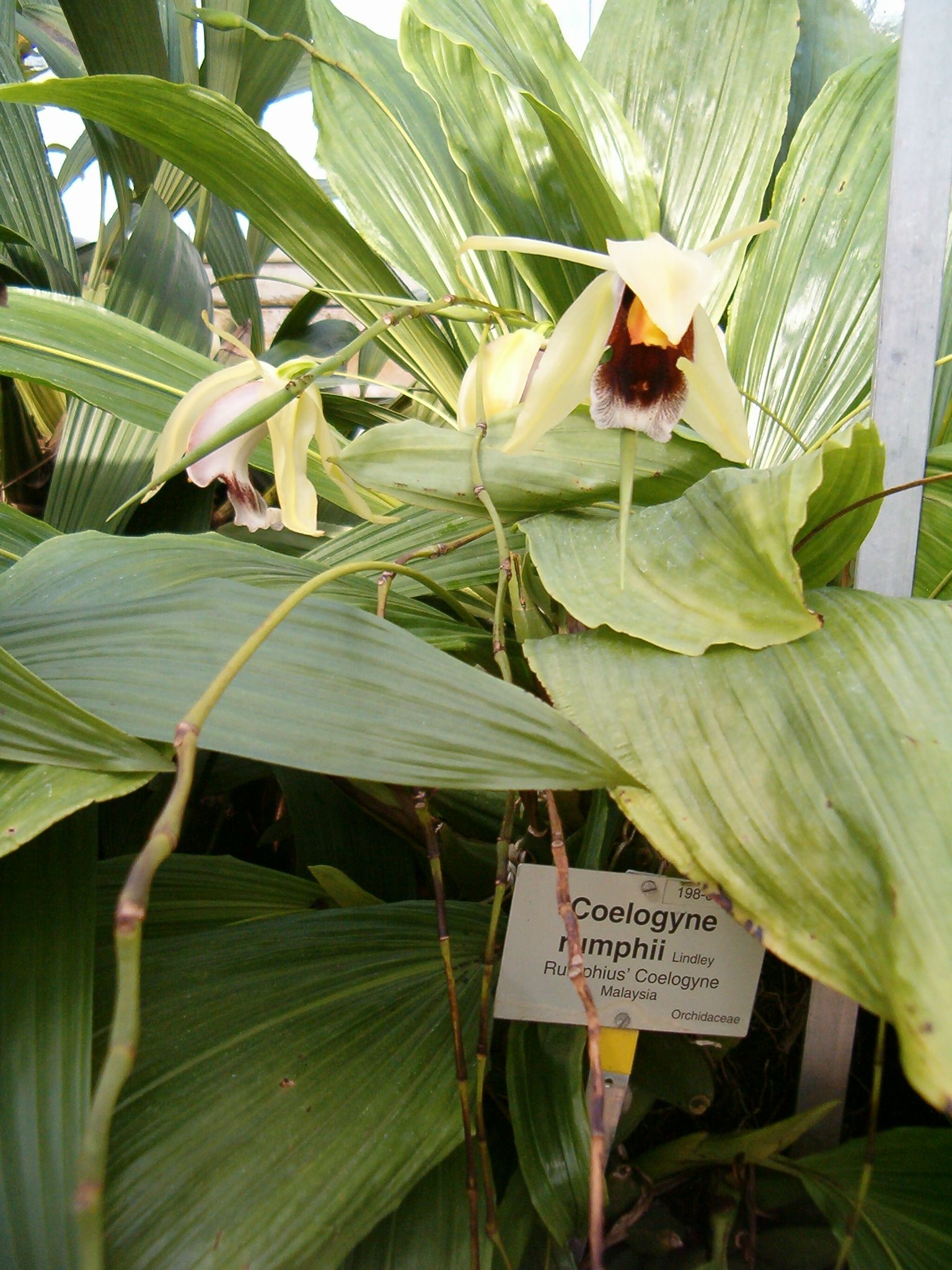
Coelogyne rumphii, Jardin botanique et musée botanique de Berlin-Dahlem, Allemagne

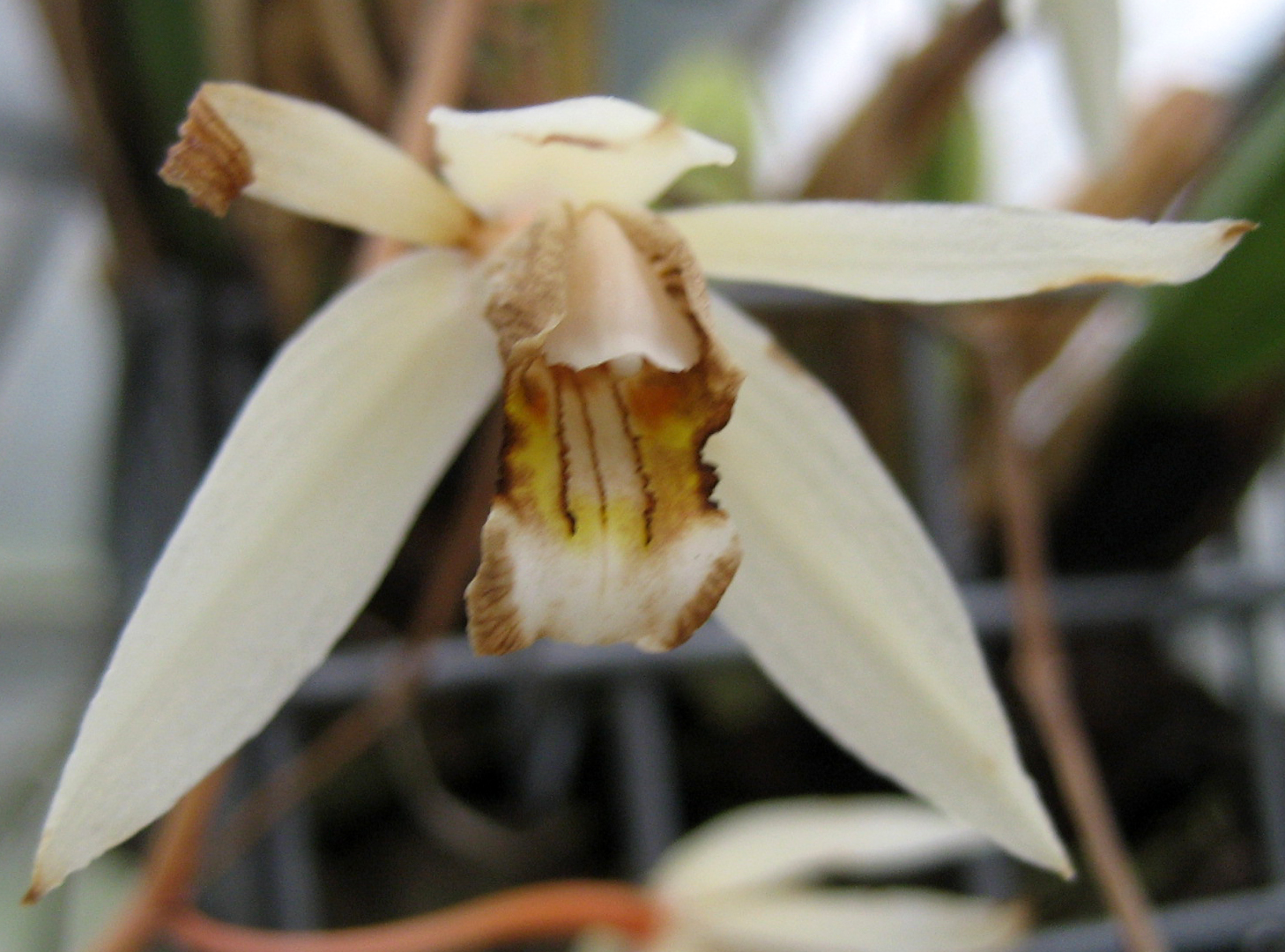
Coelogyne trinervis, Jardin des serres d'Auteuil, Paris, France

## Liste des espèces
- Coelogyne acutilabium de Vogel
- Coelogyne albobrunnea J.J.Sm.
- Coelogyne albolutea Rolfe
- Coelogyne anceps Hook.f.
- Coelogyne asperata Lindl.
- Coelogyne assamica Linden & Rchb.f.
- Coelogyne barbata Lindl. ex Griff.
- Coelogyne beccarii Rchb.f.
- Coelogyne bicamerata J.J.Sm.
- Coelogyne bilamellata Lindl.
- Coelogyne borneensis Rolfe
- Coelogyne brachygyne J.J.Sm.
- Coelogyne brachyptera Rchb.f.
- Coelogyne breviscapa Lindl.
- Coelogyne bruneiensis de Vogel
- Coelogyne buennemeyeri J.J.Sm.
- Coelogyne calcarata J.J.Sm.
- Coelogyne calcicola Kerr
- Coelogyne caloglossa Schltr.
- Coelogyne candoonensis Ames
- Coelogyne carinata Rolfe
- Coelogyne celebensis J.J.Sm.
- Coelogyne chanii Gravend. & de Vogel
- Coelogyne chlorophaea Schltr.
- Coelogyne chloroptera Rchb.f.
- Coelogyne clemensii Ames & C.Schweinf. in O.Ames. 
  - Coelogyne clemensii var. angustifolia Carr
  - Coelogyne clemensii var. clemensii
  - Coelogyne clemensii var. longiscapa Ames & C.Schweinf. in O.Ames
- Coelogyne compressicaulis Ames & C.Schweinf. in O.Ames
- Coelogyne concinna Ridl.
- Coelogyne confusa Ames.
- Coelogyne contractipetala J.J.Sm.
- Coelogyne corymbosa Lindl.
- Coelogyne crassiloba J.J.Sm.
- Coelogyne craticulilabris Carr
- Coelogyne cristata Lindl.
- Coelogyne cumingii Lindl.
- Coelogyne cuprea H.Wendl. & Kraenzl. 
  - Coelogyne cuprea var. cuprea
  - Coelogyne cuprea var. planiscapa J.J.Wood & C.L.Chan
- Coelogyne dichroantha Gagnep
- Coelogyne distans J.J.Sm.
- Coelogyne dulitensis Carr.
- Coelogyne eberhardtii Gagnep
- Coelogyne ecarinata C.Schweinf.
- Coelogyne echinolabium de Vogel
- Coelogyne elmeri Ames.
- Coelogyne endertii J.J.Sm.
- Coelogyne exalata Ridl.
- Coelogyne filipeda Gagnep.
- Coelogyne fimbriata Lindl.
- Coelogyne flaccida Lindl.
- Coelogyne flexuosa Rolfe
- Coelogyne foerstermannii Rchb.f.
- Coelogyne formosa Schltr.
- Coelogyne fragrans Schltr.
- Coelogyne fuerstenbergiana Schltr.
- Coelogyne fuscescens Lindl.
  - Coelogyne fuscescens var. brunnea (Lindl.) Lindl.
  - Coelogyne fuscescens var. fuscescens
  - Coelogyne fuscescens var. integrilabia Pfitzer in H.G.A.Engler (ed.).
- Coelogyne genuflexa Ames & C.Schweinf. in O.Ames.
- Coelogyne ghatakii T.K.Paul, S.K.Basu & M.C.Biswas
- Coelogyne gibbifera J.J.Sm.
- Coelogyne glandulosa Lindl.
  - Coelogyne glandulosa var. bournei S.Das & S.K.Jain
  - Coelogyne glandulosa var. glandulosa
  - Coelogyne glandulosa var. sathyanarayanae S.Das & S.K.Jain
- Coelogyne gongshanensis H.Li ex S.C.Chen.
- Coelogyne griffithii Hook.f.
- Coelogyne guamensis Ames
- Coelogyne hajrae Phukan.
- Coelogyne harana J.J.Sm.
- Coelogyne hirtella J.J.Sm.
- Coelogyne hitendrae S.Das & S.K.Jain.
- Coelogyne holochila P.F.Hunt & Summerh.
- Coelogyne huettneriana Rchb.f.
- Coelogyne imbricans J.J.Sm.
- Coelogyne incrassata (Blume) Lindl.
  - Coelogyne incrassata var. incrassata
  - Coelogyne incrassata var. sumatrana J.J.Sm.
  - Coelogyne incrassata var. valida J.J.Sm.
- Coelogyne integerrima Ames
- Coelogyne integra Schltr.
- Coelogyne judithiae P.Taylor
- Coelogyne kaliana P.J.Cribb.
- Coelogyne kelamensis J.J.Sm.
- Coelogyne kemiriensis J.J.Sm.
- Coelogyne kinabaluensis Ames & C.Schweinf. in O.Ames.
- Coelogyne lacinulosa J.J.Sm.
- Coelogyne latiloba  Vogel
- Coelogyne lawrenceana Rolfe
- Coelogyne lentiginosa Lindl.
- Coelogyne leucantha W.W.Sm.
- Coelogyne lockii Aver.
- Coelogyne loheri Rolfe
- Coelogyne longiana Aver.
- Coelogyne longibulbosa Ames & C.Schweinf. in O.Ames.
- Coelogyne longifolia (Blume) Lindl.
- Coelogyne longipes Lindl.
- Coelogyne longirachis Ames
- Coelogyne longpasiaensis J.J.Wood & C.L.Chan
- Coelogyne lycastoides F.Muell. & Kraenzl.
- Coelogyne macdonaldii F.Muell. & Kraenzl.
- Coelogyne malintangensis J.J.Sm.
- Coelogyne malipoensis Z.H.Tsi
- Coelogyne marmorata Rchb.f.
- Coelogyne marthae S.E.C.Sierra
- Coelogyne mayeriana Rchb.f.
- Coelogyne merrillii Ames
- Coelogyne micrantha Lindl.
- Coelogyne miniata (Blume) Lindl.
- Coelogyne monilirachis Carr
- Coelogyne monticola J.J.Sm.
- Coelogyne mooreana Rolfe
- Coelogyne mossiae Rolfe
- Coelogyne motleyi Rolfe ex J.J.Wood, D.A.Clayton & C.L.Chan
- Coelogyne moultonii J.J.Sm.
- Coelogyne multiflora Schltr.
- Coelogyne muluensis J.J.Wood
- Coelogyne naja J.J.Sm.
- Coelogyne nervosa A.Rich.
- Coelogyne nitida (Wall. ex D.Don) Lindl.
- Coelogyne obtusifolia Carr
- Coelogyne occultata Hook.f. 
  - Coelogyne occultata var. occultata
  - Coelogyne occultata var. uniflora N.P.Balakr.
- Coelogyne odoardi Schltr.
- Coelogyne odoratissima Lindl.
- Coelogyne ovalis Lindl.
- Coelogyne palawanensis Ames
- Coelogyne pandurata Lindl. (Black Orchid)
- Coelogyne papillosa Ridl. ex Stapf.
- Coelogyne parishii Hook.f.
- Coelogyne peltastes Rchb.f.
- Coelogyne pempahisheyana  H.J.Chowdhery
- Coelogyne pendula Summerh. ex Perry
- Coelogyne pholidotoides J.J.Sm.
- Coelogyne picta Schltr.
- Coelogyne planiscapa Carr. 
  - Coelogyne planiscapa var. grandis Carr.
  - Coelogyne planiscapa var. planiscapa
- Coelogyne plicatissima Ames & C.Schweinf. in O.Ames
- Coelogyne prasina Ridl.
- Coelogyne prolifera Lindl.
- Coelogyne pulchella Rolfe
- Coelogyne pulverula Teijsm. & Binn.
- Coelogyne punctulata Lindl.
  - Coelogyne punctulata f. brevifolia (Lindl.) S.Das & S.K.Jain
  - Coelogyne punctulata f. punctulata
- Coelogyne quadratiloba Gagnep.
- Coelogyne quinquelamellata Ames
- Coelogyne radicosa Ridl.
- Coelogyne radioferens Ames & C.Schweinf. in O.Ames
- Coelogyne raizadae S.K.Jain & S.Das.
- Coelogyne remediosae Ames & Quisumb.
- Coelogyne renae Gravend. & de Vogel.
- Coelogyne rhabdobulbon Schltr.
- Coelogyne rigida C.S.P.Parish & Rchb.f.
- Coelogyne rigidiformis Ames & C.Schweinf.
- Coelogyne rochussenii de Vriese
- Coelogyne rumphii Lindl.
- Coelogyne rupicola Carr.
- Coelogyne salmonicolor Rchb.f.
- Coelogyne sanderae Kraenzl. ex O'Brien
- Coelogyne sanderiana Rchb.f.
- Coelogyne schilleriana Rchb.f. & K.Koch.
- Coelogyne schultesii S.K.Jain & S.Das.
- Coelogyne septemcostata J.J.Sm.
- Coelogyne sparsa Rchb.f.
- Coelogyne speciosa (Blume) Lindl.
  - Coelogyne speciosa subsp. fimbriata (J.J.Sm.) Gravend.
  - Coelogyne speciosa subsp. incarnata Gravend.
  - Coelogyne speciosa subsp. speciosa
- Coelogyne squamulosa J.J.Sm.
- Coelogyne steenisii J.J.Sm.
- Coelogyne stenobulbum Schltr.
- Coelogyne stenochila Hook.f.
- Coelogyne stricta (D.Don) Schltr.
- Coelogyne suaveolens (Lindl.) Hook.f.
- Coelogyne susanae P.J.Cribb & B.A.Lewis
- Coelogyne swaniana Rolfe
- Coelogyne tenasserimensis Seidenf.
- Coelogyne tenompokensis Carr.
- Coelogyne tenuis Rolfe
- Coelogyne testacea Lindl.
- Coelogyne tiomanensis M.R.Hend.
- Coelogyne tomentosa Lindl. (Necklace Orchid)
- Coelogyne tommii Gravend. & P.O'Byrne
- Coelogyne trilobulata J.J.Sm.
- Coelogyne trinervis Lindl.
- Coelogyne triplicatula Rchb.f.
- Coelogyne triuncialis P.O'Byrne & J.J.Verm.
- Coelogyne tumida J.J.Sm.
- Coelogyne undatialata J.J.Sm.
- Coelogyne usitana Roeth & O.Gruss.
- Coelogyne ustulata C.S.P.Parish & Rchb.f.
- Coelogyne vanoverberghii Ames
- Coelogyne veitchii Rolfe
- Coelogyne velutina de Vogel
- Coelogyne venusta Rolfe
- Coelogyne vermicularis J.J.Sm.
- Coelogyne verrucosa S.E.C.Sierra
- Coelogyne virescens Rolfe
- Coelogyne viscosa Rchb.f.
- Coelogyne weixiensis X.H.Jin (2005)
- Coelogyne xyrekes Ridl.
- Coelogyne yiii Schuit. & de Vogel
- Coelogyne zhenkangensis S.C.Chen & K.Y.Lang
- Coelogyne zurowetzii Carr